# Марк Юний Силан (префект)
Вижте пояснителната страница за други личности с името Юний Силан.
Марк Юний Силан (на латински: Marcus Iunius Silanus; † 196 пр.н.е.) произлиза от римската благородническа фамилия Юнии. Вероятно е син на Марк Юний Силан, който е успешен претор през 212 пр.н.е. по време на втората пуническа война в Испания. За Силан е известно само, че през 196 пр.н.е. заема службата на praefectus socium и загубва живота си в боевете против келтското племе боии.